# 量を減らす者 (クルアーン)
『量を減らす者』とは、クルアーンにおける第83番の章（スーラ）。36の節（アーヤ）から成る。マッカ啓示に分類される。

## 内容
冒頭の「災いなるかな、量を減らす者こそは。」に因んでこの題名が付けられている。
計量の詐欺に対する戒め。